# Ronde van Spanje 2009/Tweede etappe

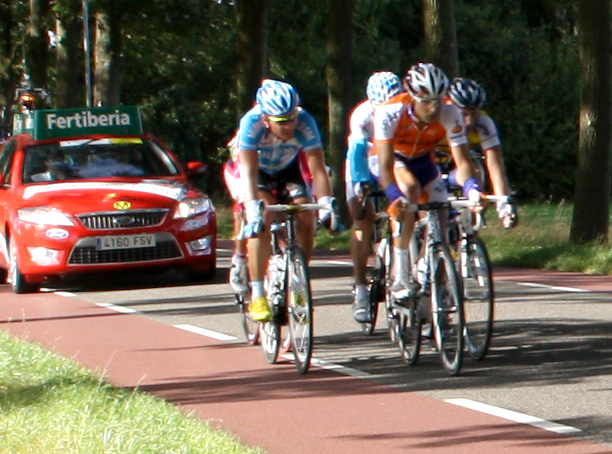
Kopgroep bij Gasselte, Drenthe

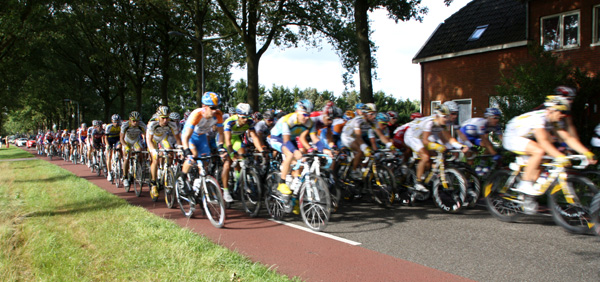
Gasselte, Drenthe

De tweede etappe van de Ronde van Spanje 2009 werd in Nederland verreden op 30 augustus 2009. Het was een vlakke rit over 203,7 km van Assen naar Emmen. Tijdens de etappe werd de fictieve berg Cota de Witteveen beklommen. Hiervoor werden geen punten voor het bergklassement toegekend, maar degene die als eerste passeerde kreeg wel te bergtrui uitgereikt. Tom Leezer kwam als eerste 'boven' en haalde daarmee een Nederlands succesje in eigen land binnen.

## Uitslagen
| Uitslag etappe | Uitslag etappe     | Uitslag etappe               | Uitslag etappe |
| rang           | renner             | land                         | tijd           |
| -------------- | ------------------ | ---------------------------- | -------------- |
| 1              | Gerald Ciolek      | Vlag van Duitsland           | 4u 43' 12"     |
| 2              | Fabio Sabatini     | Vlag van Italië              | z.t.           |
| 3              | Roger Hammond      | Vlag van Verenigd Koninkrijk | z.t.           |
| 4              | André Greipel      | Vlag van Duitsland           | z.t.           |
| 5              | Tyler Farrar       | Vlag van Verenigde Staten    | z.t.           |
| 6              | Leonardo Duque     | Vlag van Colombia            | z.t.           |
| 7              | Jürgen Roelandts   | Vlag van België              | z.t.           |
| 8              | Tom Boonen         | Vlag van België              | z.t.           |
| 9              | Davide Viganò      | Vlag van Italië              | z.t.           |
| 10             | Sébastien Chavanel | Vlag van Frankrijk           | z.t.           |
| 45             | Matthé Pronk       | Vlag van Nederland           | z.t.           |

| Algemeen klassement | Algemeen klassement | Algemeen klassement       | Algemeen klassement | Algemeen klassement |
| rang                | renner              | land                      | ploeg               | tijd                |
| ------------------- | ------------------- | ------------------------- | ------------------- | ------------------- |
|                     | Fabian Cancellara   | Vlag van Zwitserland      | Team Saxo Bank      | 4u 48' 32"          |
| 2                   | Gerald Ciolek       | Vlag van Duitsland        | Team Milram         | + 08"               |
| 3                   | Tom Boonen          | Vlag van België           | Quick Step          | z.t.                |
| 4                   | Tyler Farrar        | Vlag van Verenigde Staten | Garmin-Slipstream   | + 12"               |
| 5                   | Jens Mouris         | Vlag van Nederland        | Vacansoleil         | + 14"               |
| 6                   | Daniele Bennati     | Vlag van Italië           | Liquigas            | + 16"               |
| 7.                  | Roman Kreuziger     | Vlag van Tsjechië         | Liquigas            | + 17"               |
| 8                   | David García        | Vlag van Spanje           | Xacobeo-Galicia     | + 18"               |
| 9                   | Ivan Basso          | Vlag van Italië           | Liquigas            | z.t.                |
| 10                  | Alejandro Valverde  | Vlag van Spanje           | Caisse d'Epargne    | z.t.                |

## Nevenklassementen
| Puntenklassement | Puntenklassement  | Puntenklassement          | Puntenklassement  | Puntenklassement |
| rang             | renner            | land                      | ploeg             | punten           |
| ---------------- | ----------------- | ------------------------- | ----------------- | ---------------- |
|                  | Tom Boonen        | Vlag van België           | Quick Step        | 28               |
| 2                | Tyler Farrar      | Vlag van Verenigde Staten | Garmin-Slipstream | 28               |
| 3                | Fabian Cancellara | Vlag van Zwitserland      | Team Saxo Bank    | 25               |

| Bergklassement | Bergklassement | Bergklassement     | Bergklassement | Bergklassement |
| rang           | renner         | land               | ploeg          | punten         |
| -------------- | -------------- | ------------------ | -------------- | -------------- |
|                | Tom Leezer     | Vlag van Nederland | Rabobank       | 0              |
| 2              | -              |                    |                |                |
| 3              | -              |                    |                |                |

| Combinatieklassement | Combinatieklassement | Combinatieklassement | Combinatieklassement | Combinatieklassement |
| rang                 | renner               | land                 | ploeg                | punten               |
| -------------------- | -------------------- | -------------------- | -------------------- | -------------------- |
|                      | Fabian Cancellara    | Vlag van Zwitserland | Team Saxo Bank       | 4                    |
| 2                    | Tom Boonen           | Vlag van België      | Quick Step           | 4                    |
| 3                    | Gerald Ciolek        | Vlag van Duitsland   | Team Milram          | 6                    |

| Ploegenklassement | Ploegenklassement | Ploegenklassement         | Ploegenklassement | Ploegenklassement |
| rang              | ploeg             | land                      | tijd              |                   |
| ----------------- | ----------------- | ------------------------- | ----------------- | ----------------- |
|                   | Liquigas          | Vlag van Italië           | 14u 26' 27"       |                   |
| 2                 | Team Saxo Bank    | Vlag van Denemarken       | op 3"             |                   |
| 3                 | Garmin-Slipstream | Vlag van Verenigde Staten | op 6"             |                   |

1e etappe ·
2e etappe ·
3e etappe ·
4e etappe ·
5e etappe ·
6e etappe ·
7e etappe ·
8e etappe ·
9e etappe ·
10e etappe ·
11e etappe ·
12e etappe ·
13e etappe ·
14e etappe ·
15e etappe ·
16e etappe ·
17e etappe ·
18e etappe ·
19e etappe ·
20e etappe ·
21e etappe
Startlijst · Eindstanden · Afbeeldingen
 winnaars · rode trui · 
 puntenklassement · 
 bergklassement · 
 combinatieklassement · 
 jongerenklassement · 
 ploegenklassement · 
 strijdlust

 Belgische leiderstruidragers · etappewinnaars

 Nederlandse leiderstruidragers · etappewinnaars
1935 · 1936 · 1937 · 1938 · 1939 · 1940 · 1941 · 1942 · 1943 · 1944 · 1945 · 1946 · 1947 · 1948 · 1949 · 1950 · 1951 · 1952 · 1953 · 1954 · 1955 · 1956 · 1957 · 1958 · 1959 · 1960 · 1961 · 1962 · 1963 · 1964 · 1965 · 1966 · 1967 · 1968 · 1969 · 1970 · 1971 · 1972 · 1973 · 1974 · 1975 · 1976 · 1977 · 1978 · 1979 · 1980 · 1981 · 1982 · 1983 · 1984 · 1985 · 1986 · 1987 · 1988 · 1989 · 1990 · 1991 · 1992 · 1993 · 1994 · 1995 · 1996 · 1997 · 1998 · 1999 · 2000 · 2001 · 2002 · 2003 · 2004 · 2005 · 2006 · 2007 · 2008 · 2009 · 2010 · 2011 · 2012 · 2013 · 2014 · 2015 · 2016 · 2017 · 2018 · 2019 · 2020 · 2021 · 2022 · 2023 · 2024 · 2025